# Пам'ятник Василеві Симоненку (Черкаси)
Пам'ятник Василеві Симоненку в Черкасах — пам'ятник українському поетові Василю Андрійовичу Симоненку у обласному центрі України місті Черкасах.
Розташований на вулиці Верхній Горовій, у сквері за будинком палацу одружень (історичний Будинок Щербини).

## Опис
В основу створення монумента покладені вірші поета «Спади мені дощем на груди» та «Ти знаєш, що ти — людина?».
Пам'ятник — заввишки понад 2 м, відтворює образ у динаміці — поет ніби йде нам назустріч. Крило, яке огортає фігуру, символізує талант, іскру Божу.

## Історія
Від початку 1990-х років у Черкасах велися розмови про встановлення пам'ятника Василю Симоненку, більше того, не раз місцеві національно налаштовані сили висували відповідну вимогу й організовували пікети та заходи задля цього.
У 2-й половині 2000-х років на вулиці Хрещатик нарешті встановили пам'ятник Симоненку, однак він був гіпсовий і дуже низької художньої якості (риси скульптури не були не схожими на поета), через що його доволі швидко демонтували. Відтак, претензії черкаської громадськості щодо відкриття пам'ятника поновилися.
Наприкінці 2000-х років проект пам'ятника Симоненкові для Черкас авторства скульптора Владислава Димйона підтримали влада та громадськість. 17 листопада 2010 року відбулося урочисте відкриття пам'ятника поетові.

## Цікаві факти
Раніше, 25 червня 2010 року, у день 270-річчя міста Новомиргород, відбулося урочисте відкриття та освячення дуже схожого за зовнішнім виглядом пам'ятника Тарасові Шевченку роботи того ж автора.